# Francisco Las Heras (Fußballspieler, 1914)
Francisco Las Heras Marrodán (* 3. Juli 1914; † 8. Oktober 1998) war ein chilenischer Fußballspieler. Der Mittelfeldspieler absolvierte 13 Länderspiele für Chile.

## Vereinskarriere
Francisco Las Heras spielte bereits in der Jugend von Unión Española und debütierte 1935 in der Profimannschaft des Klubs. 1939 wechselte der Mittelfeldspieler zum CF Universidad de Chile, mit dem er die Meisterschaft 1940 gewann. Von 1944 bis 1946 trug Las Heras das Trikot des CD Magallanes, bei dem er seine Karriere beendete.

## Nationalmannschaftskarriere
Francisco Las Heras debütierte für die Nationalmannschaft unter Ferenc Plattkó bei der 1:6-Niederlage gegen Uruguay beim Campeonato Sudamericano 1942. Er spielte ebenfalls bei der Niederlage gegen Argentinien. La Roja beendete die Südamerikameisterschaft als Sechster.
Beim Campeonato Sudamericano 1945 absolvierte Las Heras alle sechs Spiele für La Roja. Chile wurde Turnierdritter, nachdem der Andenstaat vier Partien gewonnen hatte und nur gegen den späteren Südamerikameister Argentinien unentschieden spielte sowie gegen den späteren Zweiten Brasilien verloren hatte.
Bei seiner dritten Südamerikameisterschaft 1946 spielte der Mittelfeldspieler erneut alle Partien für Chile, jedoch kam La Roja nach zwei Siegen und drei Niederlagen nicht über den fünften Platz der sechs Teams hinaus. Insgesamt absolvierte Francisco Las Heras 13 Länderspiele und erzielte dabei keinen Treffer.

## Erfolge
Universidad de Chile
- Chilenischer Meister: 1940

## Sonstiges
Sein Sohn Francisco ist ebenfalls ehemaliger Profifußballspieler und spielte für Unión Española, CF Universidad de Chile sowie Chile.